# Kevin De León
Kevin Alexander Leon, noto come Kevin de León (San Diego, 10 dicembre 1966), è un politico e ambientalista statunitense. Appartenente al Partito Democratico, è stato eletto come rappresentante del 24º distretto (Los Angeles) al Senato della California nel 2010. È stato inoltre eletto Presidente Pro Tempore dello stesso senato il 19 giugno 2014, prestando giuramento il 15 ottobre del medesimo anno. De León è il primo latinoamericano a ricoprire questa carica da oltre 130 anni.

## Carriera politica
De León è stato membro dell'assemblea statale californiana per quattro anni, servendo il 45º distretto, che include i quartieri di Hollywood, Thai Town, Little Armenia, Historic Filipinotown, Echo Park, Chinatown, El Sereno, Silver Lake, Atwater Village, Mount Washington, Montecito Heights, Highland Park, Glassell Park e East Los Angeles.
Durante la sua carriera, visto il suo allineamento politico e la sua affiliazione con il Partito Democratico, De León si è occupato specialmente di proposte di legge sull'ambiente, i lavoratori poveri, sull'immigrazione e sulla sicurezza pubblica. Il suo contributo è stato fondamentale per il passaggio di una proposta di legge che ha permesso agli immigrati illegali nello stato di ricevere una patente di guida, e inoltre è comparso sulle prime pagine dei giornali nel 2012 per aver proposto un piano di risparmio previdenziale per i lavoratori con basso reddito. De León è stato co-sponsor della Proposizione 39, la California Clean Energy Jobs Act, che ha aiutato a creare più di 40,000 posti di lavoro nello stato, e inoltre ha generato miliardi di dollari per rimodernare le scuole californiane.
Durante gli otto anni da rappresentante del distretto di Los Angeles, De León ha esposto le preoccupazioni di immigrati, lavoratori poveri e famiglie vittime della violenza delle gang. Ha difeso proposte di legge che limitano la vendita di armi, migliorano l'efficienza energetica nelle scuole e richiedono il pagamento delle ore straordinarie ai camerieri domestici. Ha anche combattuto per assicurare fondi per leggi che limitano il livello dell'effetto serra nell'aria e altri progetti di miglioramento ambientale in quartieri poveri.

## Carriera
Dopo anni di lavoro come docente di corsi per l'ottenimento della cittadinanza americana, De León divenne organizzatore di campagne aiutando a progettare la più grande manifestazione nella storia della California contro la Proposizione 187: in occasione del suo 20º anniversario, il senato californiano, da lui guidato, è riuscito ad eliminarla definitivamente attraverso la legge 396 . Dopo anni di lavoro come sostenitore di docenti e scuole pubbliche con la National Education Association e la California Teachers Association, Kevin De León si è candidato per un posto nel senato della California ed è stato eletto.

## Vita personale
De León è stato il primo della sua famiglia a laurearsi e ha frequentato l'Università della California, Santa Barbara e ha ricevuto la sua laurea dal Pitzer College ai Claremont Colleges con lode. Vive a Los Angeles e ha una figlia.
De León è membro della Alliance for a Better California e della California Teachers Association.

## Controllo delle armi
De León è favorevole al controllo delle armi da fuoco. Ha proposto una tassa sulla licenza annuale di possesso di armi di $50 da pagare per il controllo dei precedenti penali e instabilità mentali. Nel febbraio del 2008, come membro dell'Assemblea Statale, De Léon introdusse la proposta di legge AB 2062 concernente la regolamentazione della vendita delle armi: la proposta passò nell'Assemblea ma fu bloccata al Senato. Nel dicembre del 2012, inoltre, De León introdusse la proposizione SB 53, nella quale propose controlli più stretti sulla vendita delle armi da fuoco, ma anche questa proposta fallì. De Leon ha infine criticato il vice presidente esecutivo della NRA Wayne LaPierre.
Kevin De León è stato sponsor e autore del California Assembly Bill 962, una legge per il controllo delle armi nella California, successivamente approvata dall'ex Governatore della California Arnold Schwarzenegger l'undici ottobre 2009. La proposta sarebbe dovuta diventare legge nel febbraio del 2011 ma fu dichiarata incostituzionale dal giudice della Corte Suprema a Fresno Jeffrey Hamilton all'inizio dello stesso anno nel caso in Parker v. California.
Nel gennaio del 2014, De Léon è stato ridicolizzato dagli opponenti del controllo delle armi per la sua scarsa conoscenza delle armi da fuoco dopo aver descritto in modo errato la frequenza di sparo, lunghezza della canna, tipo di caricatore e calibro di un'arma durante una conferenza stampa sul controllo delle armi.